# Hopi Hoekstra
Danielle "Hopi" Elizabeth Hoekstra (1972) é uma bióloga evolucionista que trabalha na Universidade de Harvard em Cambridge, Massachusetts. Seu laboratório usa populações naturais de roedores para o estudo da base genética de adaptação – a partir de morfologia do comportamento. Ela é o Professor Alexandre Agassiz de Zoologia no Departamento de Organísmica e Biologia Evolutiva e do Departamento de Biologia Molecular e Celular da Universidade de Harvard. Ela é também a Curadora de Mamíferos no Museu de Zoologia Comparada e professora universitária de Harvard. Em 2014, Hoekstra tornou-se uma investigadora de Howard Hughes Medical Institute (HHMI). Em 2016 Hoekstra foi eleita para a Academia Nacional de Ciências, e, em 2017, foi eleita para a Academia Americana de Artes e Ciências.

## Início da vida
Hopi Hoekstra nasceu de uma família de ascendência holandesa. O primeiro nome de Hoekstra,"Hopi" é derivado de um termo holandês  para "carinhoso". Hoekstra frequentou uma escola secundária perto de Palo Alto, na Califórnia. Ela escolheu ir para a Universidade da Califórnia, Berkeley, onde ela inicialmente pretendia estudar ciência política. Ela escolheu a universidade, porque ela queria jogar Pac-10 vôlei, o que ela fez por dois anos. Ela declarou que em certo ponto ela queria ser aembaixadora da Holanda nos EUA, mas ela foi atraída para a biologia por conta de uma aula sobre a biomecânica ministrada por Robert J. Completo. Ela passou a trabalhar no laboratório, estudando locomoção de barata. No entanto, mais tarde, ela afirmou que tinha mesmo até então uma paixão por trabalho de campo e por ratos.

## Carreira
Hopi Hoekstra se graduou em Biologia Integrativa na Universidade da Califórnia, Berkeley. Antes de sua pós-graduação, trabalhou com ursos durante um ano, no Parque Nacional de Yellowstone. Ela obteve seu doutorado em Zoologia como bolsista da Howard Hughes Predoctoral na Universidade de Washington, Seattle. Para seu trabalho de pós-doutorado, estudou a base genética do melanismo adaptativo de ratos de bolso na Universidade do Arizona. Em 2003, tornou-se Professora Assistente na universidade da califórnia em San Diego. Três anos depois, ela se mudou para a Universidade de Harvard, onde foi promovido a professora catedrática no Departamento de Biologia Organísmica e Evolutiva do Departamento de Biologia Molecular e Celular em 2010.
Ela é membro do Conselho Editorial Current Biology.

## Pesquisa
Hoekstra é mais conhecida por seu jeito "elegante e criativo de investigar" ao estudar os mecanismos genéticos que influenciam a evolução de  comportamentos naturais altamente complexos . Em 2013, Hoekstra, em artigo publicado na revista Nature sobre a genética do comportamento de escavação  de duas espécies irmãs de ratos Peromyscus; um rato antigo (P. polionotus), que constrói tocas elaboradas e completas com um túnel de fuga, e o rato veado (P. maniculatis), que constrói um ninho simples e superficial. O estudo é incomum para lidar com um assunto de comportamento natural altamente complexo . Usando uma combinação de ensaios comportamentais e estratégias de genética clássica, Hoekstra e seus alunos identificaram quatro regiões do DNA que controlam o comportamento de comprimento dos túneis escavados pelos ratos. Com essas seções de DNA em mente, Hoekstra está atualmente tentando restringir o grupo específico de genes que controlam o encapsulamento de comportamento em ratos. Os alunos em seu laboratório também estão estudando as conexões entre o comportamento escavação  e a neurobiologia da recompensa.
Ela também já estudou a evolução da cor em ratos de casacos, e sua importância para a adaptação. Em 2013, a equipe publicou um artigo na revista Science, que descreve como a cor da pelagem em camundongos foi controlada por nove mutações separadas em um único gene, chamada de "agouti." Falando sobre esta descoberta, Hoekstra disse que "A questão tem sido sempre se a evolução é dominado por estes grandes saltos ou passos menores. Quando, pela primeira vez, implicamos o gene agouti, nós poderíamos ter parado ali e concluir que a evolução leva esses grandes etapas, como somente um grande gene estava envolvido, mas que teria teríamos. Quando olhamos mais de perto, dentro deste gene, descobrimos que, mesmo dentro deste único locus, há, na verdade, muitos pequenos passos." Seu trabalho suporta a hipótese de que a evolução pode ocorrer por meio de mudanças incrementais.

## Homenagens e prêmios
- 2018 Eleito para a Sociedade Filosófica Americana[9]
- 2017 Eleito para a Academia Americana de Artes e Ciências
- 2016 Eleito para a Academia Nacional de Ciências
- 2015 Richard Lounsbery Prêmio, a Academia Nacional de Ciências.
- 2006 Beckman Prêmio Jovem Investigador, Arnold e Mabel Beckman Fundação[10]
- 2003 Jasper J. Loftus-Colinas Prémio Jovem Investigador, a Sociedade Americana de Naturalistas
- 1998 Ernst Mayr Prêmio, Sociedade de Sistemática Biólogos

## Publicações selecionadas
- «Adaptive evolution of multiple traits through multiple mutations at a single gene». Science. 339. PMC 3836219. doi:10.1126/science.1233213
- «Discrete genetic modules are responsible for the evolution of complex burrowing behaviour in deer mice». Nature. 493
- «Competition drives cooperation among closely-related sperm of deer mice». Nature. 463. PMC 2824558. doi:10.1038/nature08736
- «A single amino acid mutation contributes to adaptive beach mouse color pattern». Science. 313. PMID 16825572. doi:10.1126/science.1126121
- «The genetic basis of adaptive melanism in pocket mice» (PDF). Proceedings of the National Academy of Sciences. 100. PMC 154334. PMID 12704245. doi:10.1073/pnas.0431157100